# Quilindschy Hartman
Quilindschy Hartman (Zwijndrecht, Holanda Meridional, Países Bajos, 14 de noviembre de 2001) es un futbolista neerlandés de ascendencia curazoleña. Juega como defensa en el Burnley F. C. de la Premier League y en la selección de fútbol de los Países Bajos.

## Trayectoria
En junio de 2020, Hartman firmó su primer contrato profesional con el Feyenoord, equipo del cual integró su cantera y equipo juvenil tras su llegada desde las divisiones menores del Excelsior en 2010. Tuvo su debut con la camiseta del Stadionclub el 21 de agosto de 2022, jugando como titular en la victoria de visita por 0-1 ante el RKC Waalwijk. Hizo su debut en competiciones europeas el 8 de septiembre de 2022, partiendo desde el arranque en la derrota sufrida en Róterdam ante la Lazio por la fase de grupos de la Liga Europa de la UEFA. Hartman anotó su primer gol por el popular el 10 de noviembre de 2022, aportando con el que a la postre sería el único gol del Feyenoord en la victoria por 1-0 obtenida ante el SC Cambuur. Cuatro días después, el cuadro de Róterdam anunció habían llegado a un acuerdo con Hartman para que el jugador extendiera su contrato con la institución hasta el 2025, de ese modo, el 17 de noviembre de 2022, el defensor firmó un nuevo contrato con la institución.
El jugador recibió elogios por su actuación en el clásico ante el Ajax en enero de 2023, y el histórico futbolista Wesley Sneijder lo catalogó como «el jugador del partido» proyectándolo a su vez como claro candidato a integrar el seleccionado nacional. El 25 de enero de 2023, la dorsal de Hartman en Feyenoord pasó de ser la número 19 a la número 5. El 29 de agosto de 2023, el jugador firmó un nuevo contrato con Feyenoord, extendiendo su vínculo con el club hasta el año 2026.
En junio de 2025 fue traspasado al Burnley F. C. y firmó por cuatro años.

## Selección nacional
En septiembre de 2022, el director técnico Remko Bicentini hizo pública la inclusión de Hartman en la nómina de la selección de fútbol de Curazao para afrontar una serie partidos amistosos contra su símil de Indonesia. Sin embargo, Feyenoord no quería permitir que el jugador concurriera a los encuentros de su selección nacional, siendo finalmente reemplazado en la nómina por Bradley Martis.
En marzo de 2023, fue incluido en la nomina preliminar de la selección de fútbol de los Países Bajos para los primeros dos partidos de las eliminatorias para la Eurocopa 2024, pero finalmente no formó parte del plantel que disputó dichos encuentros. En cambio, fue convocado para integrar la selección sub-21 de los Países Bajos de cara a una serie de partidos amistosos a disputarse en San Pedro del Pinatar. Hizo su debut con el seleccionado sub-21 jugando como titular un amistoso contra el seleccionado noruego. Posteriormente fue incluido en la nomina de jugadores que integrarían el seleccionado juvenil que representó a los Países Bajos en la Eurocopa sub-21 de 2023, competición en la que serían eliminados en fase de grupos.
En septiembre de 2023 fue incluido en la nómina final de la selección neerlandesa para disputar la quinta y sexta fecha de la fase de grupos de las clasificación para la Eurocopa 2024, correspondientes a los partidos que su seleccionado disputó contra sus pares de Grecia e Irlanda, aunque su debut no se produjo hasta el siguiente 13 de octubre en un encuentro ante Francia en el que también marcó su primer gol como internacional.

## Estadísticas

### Clubes
Actualizado al último partido jugado el 14 de mayo de 2025.
| Club                     | Div.          | Temporada     | Liga  | Liga  | Copas nacionales | Copas nacionales | Copas internacionales | Copas internacionales | Total | Total |
| Club                     | Div.          | Temporada     | Part. | Goles | Part.            | Goles            | Part.                 | Goles                 | Part. | Goles |
| ------------------------ | ------------- | ------------- | ----- | ----- | ---------------- | ---------------- | --------------------- | --------------------- | ----- | ----- |
| Feyenoord · Países Bajos | 1.ª           | 2022-23       | 23    | 2     | 4                | 0                | 6                     | 0                     | 33    | 2     |
| Feyenoord · Países Bajos | 1.ª           | 2023-24       | 26    | 0     | 4                | 0                | 8                     | 0                     | 38    | 0     |
| Feyenoord · Países Bajos | 1.ª           | 2024-25       | 12    | 0     | 0                | 0                | 0                     | 0                     | 12    | 0     |
| Feyenoord · Países Bajos | Total club    | Total club    | 61    | 2     | 8                | 0                | 14                    | 0                     | 83    | 2     |
| Burnley F. C. Inglaterra | 1.ª           | 2025-26       | 0     | 0     | 0                | 0                | ―                     | ―                     | 0     | 0     |
| Burnley F. C. Inglaterra | Total club    | Total club    | 0     | 0     | 0                | 0                | 0                     | 0                     | 0     | 0     |
| Total carrera            | Total carrera | Total carrera | 61    | 2     | 8                | 0                | 14                    | 0                     | 83    | 2     |
| 1. 2.                    |               |               |       |       |                  |                  |                       |                       |       |       |

## Palmarés

### Títulos nacionales
| Título                        | Club      | País         | Año     |
| ----------------------------- | --------- | ------------ | ------- |
| Eredivisie                    | Feyenoord | Países Bajos | 2022-23 |
| Copa de los Países Bajos      | Feyenoord | Países Bajos | 2023-24 |
| Supercopa de los Países Bajos | Feyenoord | Países Bajos | 2024    |